# Resolutie 401 Veiligheidsraad Verenigde Naties
Resolutie 401 van de Veiligheidsraad van de Verenigde Naties werd op 14 december 1976 aangenomen. Behalve Benin en China keurden alle leden van de Raad deze resolutie goed.

## Achtergrond
In 1964 stationeerden de Verenigde Naties de UNFICYP-vredesmacht op het Cyprus na geweld tussen de Griekse- en de Turkse bevolkingsgroep op het eiland. In 1975 was Turkije volgend op een Griekse poging tot staatsgreep Cyprus binnengevallen. Turkije had in het noordelijke deel de Turks-Cypriotische staat opgericht.

## Inhoud
De Veiligheidsraad:
- Maakt uit het rapport van de Secretaris-Generaal op dat het behoud van de VN-vredesmacht op Cyprus noodzakelijk is;
- Maakt uit het rapport de omstandigheden op het eiland op;
- Maakt ook op dat de bewegingsvrijheid van de macht in het noorden van het eiland nog steeds beperkt is;
- Bemerkt verder dat de Secretaris-Generaal stelt dat onderhandelingen de beste manier zijn om het probleem te regelen;
- Is bezorgd over acties die de spanningen tussen de twee gemeenschappen doen oplopen;
- Benadrukt dat beide partijen zich aan de reeds bereikte akkoorden moeten houden;
- Bemerkt ook de instemming van de partijen met de aanbeveling van de Secretaris-Generaal om de vredesmacht met zes maanden te verlengen;
- Merkt op dat de Cypriotische overheid instemt met het behoud van de macht na 15 december;

1. Herbevestigt resolutie 186 uit 1964 en volgende;
2. Herbevestigt nogmaals resolutie 365 en roept op tot uitvoering ervan;
3. Dringt aan op terughoudendheid en samenwerking om de doelstellingen van de Veiligheidsraad te bereiken;
4. Verlengt de VN-vredesmacht in Cyprus nogmaals met tot 15 juni 1977;
5. Doet een oproep aan alle betrokkenen om hun volle medewerking te verlenen zodat de VN-vredesmacht haar taken effectief kan uitvoeren;
6. Vraagt de Secretaris-Generaal zijn missie voort te zetten, de Veiligheidsraad op de hoogte te houden en tegen 30 april 1977 te rapporteren over de uitvoering van deze resolutie.

## Verwante resoluties
- Resolutie 391 Veiligheidsraad Verenigde Naties
- Resolutie 395 Veiligheidsraad Verenigde Naties
- Resolutie 410 Veiligheidsraad Verenigde Naties
- Resolutie 414 Veiligheidsraad Verenigde Naties

Lijst ·  385 ·  386 ·  387 ·  388 ·  389 ·  390 ·  391 ·  392 ·  393 ·  394 ·  395 ·  396 ·  397 ·  398 ·  399 ·  400 ·  401 ·  402